# Хака звичайний
Хака звичайний (Chaca chaca) — вид сомоподібних риб з роду Хака родини Chacidae. В Ассамі має назву куркурі.

## Опис
Загальна довжина досягає 20 см. Голова широка, пласка, майже квадратної форми, трохи подовжена. Очі маленькі, розташовані у верхній частині голови. Рот широкий і глибокий. Має 3 пари вусиків. Тулуб масивний, сильно сплощено з боків, особливо позаду анального плавця. Спинний плавець короткий, зазубрений, з шипами, що можуть спричинити значні поранення. Грудні плавці помірного розміру з 4 м'якими променями. Бічна лінія чітка, підсвічується від зябрової кришки, що тягнеться до хвостового плавця. Черевні плавці великі, з 6 м'якими променями. Жировий плавець представлено у вигляді плаского гребеня, що поєднується з хвостовим плавцем. Анальний плавець короткий. Хвостовий плавець великий.
Забарвлення переважно темно-коричневе з деякими світлими ділянками.

## Спосіб життя
Є демерсальною рибою. Воліє до чистої води. Зустрічається в річках, каналах і ставках, затоплених тропічних лісах з м'якою підстилкою. Вдень тримається дна. Активний у присмерку. Полює із засідки, чатує на здобич, зарившись у ґрунт. Використовує гайморові вусики, прикріплені до верхньої щелепи, щоб заманити здобич риби ближче до рота. Живиться дрібною рибою.
Місцеві жителі прагнуть уникати цю рибу і не наступати на неї, вважаючи отруйною.

## Розповсюдження
Поширено у річках Ганг, Брахмапутра, Айярваді — в межах Індії, Бангладеш, Непалу, М'янми. також зустрічається на Малаккському півострові в Малайзії, деяких островах Індонезії.